# Altura (Castro Marim)
Altura is een plaats (freguesia) in de Portugese gemeente Castro Marim en telt 1 920 inwoners (2001).